# Duke Slater
Frederick Wayman Slater, detto Duke (Normal, 9 dicembre 1898 – Chicago, 14 agosto 1966), è stato un giocatore di football americano statunitense che militato nel ruolo di tackle nella National Football League. È stato inserito nella Pro Football Hall of Fame nel 2020.

## Carriera

### Rock Island Independents
Slater al college giocò a football con gli Iowa Hawkeyes dove vinse il titolo nazionale nel 1921. Si unì ai Rock Island Independents della NFL nel 1922, diventando il primo uomo di linea afroamericano nella storia della lega. Debuttò il 1º ottobre 1922, aiutando gli Independents a vincere per 19-14 sui Green Bay Packers sbattendo a terra un passaggio del quarterback avversario Curly Lambeau nell'ultimo drive di Green Bay.
Dopo che Rock Island completò la sua stagione nel 1922, Slater si unì a Fritz Pollard e Paul Robeson nei Milwaukee Badgers per due gare al termine della stagione 1922. Nel 1923 fece ritorno a Rock Island e giocò lì per le successive quattro stagioni.
Guidati da un ormai anziano Jim Thorpe, gli Independents del 1924 salirono in cima alle classifiche della NFL dopo un mese diu gioco. La squadra subì la prima sconfitta contro i precedentemente senza vittorie Kansas City Blues] per 23-7. Slater venne escluso dalla partita perché nella NFL esisteva un “accordo tra gentiluomini” che proibiva ai giocatori di colore di giocare Missouri; fu l'unica partita che Slater saltò nei suoi dieci anni di carriera nella NFL.
Tre settimane dopo, i Blues e gli Independents si incontrarono di nuovo a Rock Island. Poiché la partita si tenne in Illinois, Slater fu libero di giocare e grazie alla sua presenza la sua squadra vinse per 17-0. La sconfitta precedente contro Kansas City si rivelò però costosa per Rock Island che concluse con due sconfitte, una in più dei campioni dei Cleveland Bulldogs.
per giocare nella rivale American Football League (AFL). Slater giocò una sola stagione con Rock Island nella AFL prima dello scioglimento della lega.
Duke Slater fu inserito per tre volte nella formazione ideale della stagione con Rock Island nel periodo 1923-1925. Nelle cinque stagioni con gli Independents, disputò tutti i 60 minuti di tutte le partite in cui apparve.

### Chicago Cardinals
Slater firmò un contratto con i Chicago Cardinals alla fine della stagione 1926 e apparve nelle ultime due gare della stagione. Nel firmare con la nuova squadra, divenne il primo afroamericano a giocare in una squadra ancora esistente
I Chicago Cardinals acquisirono Harold Bradley Sr. per giocare come guardia accanto a Slater nel 1928, rendendolo il secondo uomo di linea di colore della NFL. Tuttavia la carriera di Bradley durò solamente due partite. Con l'eccezione di quest'ultimo, Slater fu l'unico afroamericano nella NFL nel periodo 1927-1929.
La striscia di cinque inserimenti nella formazione ideale della stagione di Slater si interruppe nel 1928, quando i Cardinals giocarono solo sei partite; a fine anno la squadra fu ceduta a David Jones. Questi rivoluzionò il roster della squadra, confermando solamente quattro giocatori della stagione precedente ma Slater, ancora una volta l'unico nero della NFL, fu uno di essi.
La stella Ernie Nevers si unì al club nel 1929. Il 28 novembre 1929, Nevers stabilì un record NFL segnando tutti i 40 punti nella vittoria per 40-6sui Chicago Bears. Tale record è il più longevo della storia della lega. Slater giocò tutti i 60 minuti quella partita, l'unico uomo di linea dei Cardinals a fare ciò. Il Chicago Herald-Examiner scrisse “Duke Slater, il tackle di colore veterano, sembrò la figura dominante nella linea che maltrattò i Bears. Fu Slater che aprì i varchi per Nevers quando stava per segnare un touchdown.”
Il proprietario e allenatore dei Bears George Halas disse in seguito: “Non dirò mai abbastanza di Duke Slater come giocatore di football e gentiluomo. Nella vecchie partite tra Cardinals e Bears, ho imparato che era assolutamente inutile correre sul lato di Slater [...] Slater era la Rocca di Gibilterra.”
Slater si ritirò dopo la stagione 1931 e le sue dieci stagioni nella lega era il massimo della storia al momento del ritiro. Giocò più stagioni (10), partite (99), partite da titolare (96) e fu inserito più volte nella formazione ideale ideale della stagione (sette) di ogni giocatore afroamericano nel periodo 1920-1945. Secondo in tutte quelle categorie fu Fritz Pollard, introdotto nella Pro Football Hall of Fame nel 2005.

## Palmarès
- First-team All-Pro: 5
- Second-team All-Pro: 2
- Pro Football Hall of Fame (classe del 2020)
- College Football Hall of Fame